# بزن بهادر
بزن‌بهادر (به انگلیسی: Action Jackson) یک فیلم اکشن هندی تولید سال ۲۰۱۴ با کارگردانی پرابو دوا و بازی اجی دیوگن است.